# Georg Meyer (Ingenieur)

Georg Meyer

Georg Meyer (* 22. Februar 1834 in Einbeck; † 5. Juli 1905 in Hannover) war ein deutscher Eisenbahningenieur und Hochschullehrer.

## Leben
Georg Meyer lehrte als Eisenbahn-Maschinenmeister ab 1876 an der Gewerbeakademie Berlin das Fach Eisenbahn-Maschinenbau und an der Berliner Bauakademie für die Baumeister-Ausbildung die Fächer Eisenbahnbetrieb und Signalwesen und Baumaschinenwesen und Eisenbahn-Betriebsmittel. Mit der Zusammenlegung beider Anstalten zur Technischen Hochschule Berlin-Charlottenburg wurde er 1879 Professor für Maschinentechnik des Eisenbahnwesens. Von 1881 bis 1882, 1886 bis 1887 und 1894 bis 1895 war er Abteilungsvorsteher der Abteilung für Maschineningenieurwesen. Von 1887 bis 1888 war er Rektor der Technischen Hochschule.
1881 wurde Meyer zum Mitglied des Kuratoriums des neu gegründeten Eisenbahnmuseums, dessen Leitung er von 1886 bis zu seiner Emeritierung 1901 innehatte. 1881 gehörte er zu den Gründungsmitgliedern des Vereins Deutscher Maschinen-Ingenieure. Er war Mitglied des Kaiserlichen Patentamtes. Meyer verfasste das mehrbändige Standardwerk Grundzüge des Eisenbahn-Maschinenbaues.

## Werke
- Grundzüge des Eisenbahn-Maschinenbaues. 1: Die Lokomotiven. 1883; Digitalisat
- Grundzüge des Eisenbahn-Maschinenbaues. 2: Die Eisenbahnwagen. 1884.
- Grundzüge des Eisenbahn-Maschinenbaues. 3: Gleiskreuzungen, Ausweichungen, Centralisierung und Sicherung von Weichen und Signalen, Drehscheiben, Schiebebühnen, mechanische Anlagen der Wasserstationen. 1886; Digitalisat
- Grundzüge des Eisenbahn-Maschinenbaues. 4: Betriebsmittel für Nebenbahnen, Kleinbahnen und andere neuere Transport-Einrichtungen. 1892.
- Construction der Wagenbremsen. 1890.
- Die Verstaatlichung der hessischen Ludwigs-Bahn: ein staatsrechtliches Gutachten. 1891; Digitalisat